# تولكين والحرب العظمى
تولكين والحرب العظمى: عتبة الأرض الوسطى هي سيرة ذاتية كتبها جون غارث [الإنجليزية] عام 2003 عن الحياة المبكرة لعالم اللغة والمؤلف الخيالي جيه آر آر تولكين، مع التركيز على تجاربه العسكرية التكوينية خلال الحرب العالمية الأولى.
لاقى الكتاب ترحيبًا حارًا من قبل علماء تولكين باعتباره يسد فجوة مهمة في تغطية السيرة الذاتية. أعجب العلماء المسيحيون أيضًا بالكتاب، رغم أن رالف وود اعتقد أنه قلل من أهمية مسيحية تولكين. أطلق على الكتاب اسم "التثاقل" من قبل كاتب سيرة تولكين، همفري كاربنتر، لكن أشاد به المعلقون الآخرون.
حصل الكتاب على جائزة ميثوبوييك لعام 2004. وقد دفع العلماء إلى دراسة تأثير الحرب على كتابات تولكين.

## سياق
جي آر آر تولكين كان كاتبًا وشاعرًا وعالم فقه لغوي وأكاديميًا كاثوليكيًا إنجليزيًا، اشتهر بأنه مؤلف الأعمال الخيالية العالية الهوبيت وسيد الخواتم.
قرأ جون غارث اللغة الإنجليزية في كلية سانت آن، أكسفورد. وتدرب كصحفي وعمل لمدة 18 عامًا في الصحف بما في ذلك إيفنينج ستاندرد في لندن. ثم أصبح كاتبًا مستقلاً مع استمراره في المساهمة بمقالات صحفية. جمع بين اهتماماته الطويلة الأمد في تولكين وفي الحرب العالمية الأولى للبحث وكتابة هذه السيرة الذاتية. ويذكر أنه "مهتم بشكل خاص بكيفية تقاطع الحياة الشخصية مع الصدمات والطفرات الكبيرة في التاريخ"، وهو أحد عناصر الكتاب.

## كتاب

### تاريخ النشر
نشر الكتاب في عام 2003 عن هاربر كولنز في المملكة المتحدة وهوتون ميفلين في الولايات المتحدة. ترجم إلى الصينية والفرنسية والألمانية والإيطالية والبولندية والإسبانية.

### أساسي
1. ↑  Garth، John. "About". John Garth. مؤرشف من الأصل في 2023-12-08. اطلع عليه بتاريخ 2021-01-24.
2. ↑  "John Garth on Tolkien: publications". John Garth  [لغات أخرى]‏. مؤرشف من الأصل في 2023-12-06. اطلع عليه بتاريخ 2021-01-24.{{استشهاد ويب}}:  صيانة الاستشهاد: علامات ترقيم زائدة (link)

### ثانوي
1. ↑  Carpenter، Humphrey (1977). Tolkien: A Biography. Ballantine Books. ص. 111, 200, 266. ISBN:978-0-04-928037-3.

## فهرس
- Garth، John (2003). Tolkien and the Great War: The Threshold of Middle-earth. هاربر كولنز. ISBN:978-0-00711-953-0.